# Rusuccuru
Rusuccuru (auch Rusucurum, Oppidum Ascurum, altgriechisch Ρουσουκκὁρου) ist der Name einer antiken Stadt in der römischen Provinz Mauretania Caesariensis. Es entspricht der heutigen Stadt Dellys in der Provinz Boumerdes im Norden von Algerien, nach anderen Angaben jedoch der westlicher gelegenen Stadt Tigzirt.
Rusuccuru war in der Spätantike Bischofssitz, darauf geht das Titularbistum Rusuccuru zurück.